# Ascalohybris subjacens
Ascalohybris subjacens is een insect uit de familie van de vlinderhaften (Ascalaphidae), die tot de orde netvleugeligen (Neuroptera) behoort. 
Ascalohybris subjacens is voor het eerst wetenschappelijk beschreven door Walker in 1853.